# Chilenophilus goetschi
Chilenophilus goetschi är en mångfotingart som först beskrevs av Karl Wilhelm Verhoeff 1934.  Chilenophilus goetschi ingår i släktet Chilenophilus och familjen storjordkrypare. Inga underarter finns listade i Catalogue of Life.